# NGC 4246
NGC 4246 (również IC 3113, PGC 39479 lub UGC 7334) – galaktyka spiralna (Sc), znajdująca się w gwiazdozbiorze Panny. Odkrył ją William Herschel 13 kwietnia 1784 roku. Jest to galaktyka z aktywnym jądrem typu LINER. Należy do gromady w Pannie.
W galaktyce tej zaobserwowano supernowe SN 1975C i SN 1984U (niepotwierdzona).